# Makopong

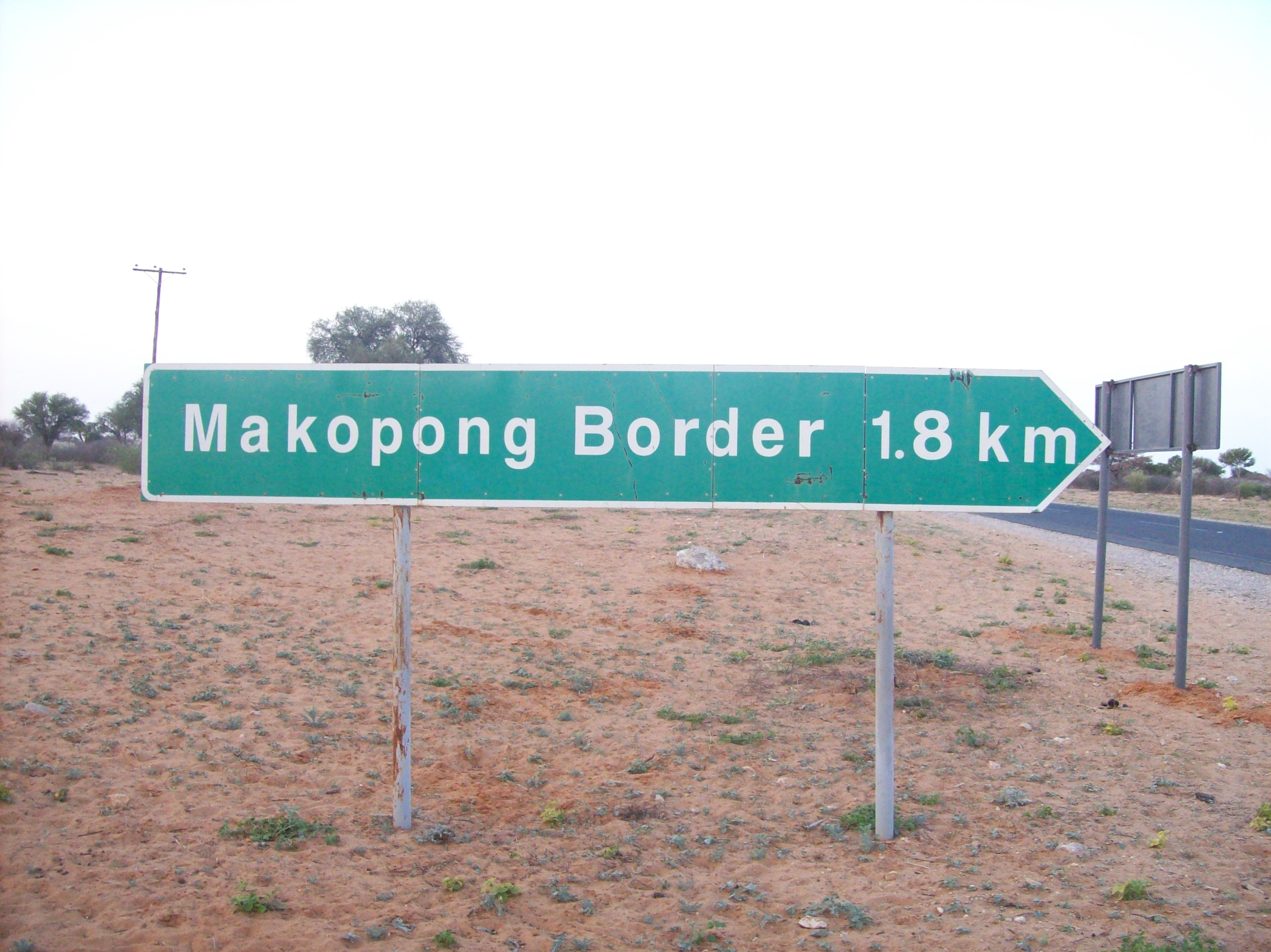
Le panneau du poste frontière de Makopong. Il est situé le long de la route principale de Tsabong juste après le village

Makopong est une ville du Botswana.